# Loch Maree
Loch Maree (skotskou gaelštinou Loch Ma-ruibhe) je jezero u severozápadního pobřeží Skotska ve správní oblasti Highland v bývalém regionu Ross and Cromarty. Je čtvrté největší ve Skotsku. Má rozlohou 28,6 km². Je 20 km dlouhé a maximálně 4 km široké.

## Ostrovy
Na jezeře je 5 větších zalesněných ostrovů a 25 menších. Na ostrově Maree jsou zbytky kaple, kde žil v 7. století poustevník svatý Maelrubha. Na tomto ostrově jsou rovněž staré stojící duby a cesmíny, jež jsou spojovány se starými skotskými druidy. Všechny ostrovy jsou chráněná území.

## Vodní režim
Z jezera odtéká na severozápadě u města Poolewe krátký průtok do zálivu Loch Ewe.

## Využití
Díky své poloze v málo obydlených končinách je u jezera jen slabě rozvinutá turistika a průmysl. Přitom nabízí výborné podmínky zvlášť pro rybolov pstruhů.